# 2 Reyes 8
2 Reyes 8 es el octavo capítulo de la segunda parte de los Libros de los Reyes de la Biblia hebrea o Segundo Libro de los Reyes del Antiguo Testamento de la  Biblia cristiana El libro es una compilación de varios anales que registran los actos de los reyes de Israel y Judá por un compilador deuteronómico en el siglo VII a. C. con un suplemento añadido en el siglo VI a. C. Este capítulo registra los actos de Eliseo al ayudar a la familia de la mujer sunamita a escapar de la hambruna, luego a recuperar sus tierras (versículos 1-6) y al contribuir al ascenso de Hazael al trono de Siria (Aram) en los versículos 7-15; posteriormente registra los reinados de Joram y Ocozías, los reyes de Judá.

## Texto
Este capítulo fue escrito originalmente en lengua hebrea y desde el siglo XVI se divide en 29 Versículos.

### Testigos textuales
Algunos de los primeros manuscritos que contienen el texto de este capítulo en hebreo pertenecen a la tradición del Texto Masorético, que incluye el Códice de El Cairo (895), el Códice de Alepo (siglo X) y el Códice Leningradensis (1008). Un fragmento que contiene una parte de este capítulo en hebreo se encontró entre los Rollos del mar Muerto, es decir, 6Q4 (6QpapKgs; 150-75 a. C.) con el Versículo 32 existente.
También existe una traducción al griego koiné conocida como Septuaginta, realizada en los últimos siglos a. C.. Los manuscritos antiguos existentes de la versión Septuaginta incluyen el Codex Vaticanus ('B; {\displaystyle {\mathfrak {G}}}B; siglo IV) y el Codex Alexandrinus (A; {\displaystyle {\mathfrak {G}}}A; siglo V).

## Locations
Este capítulo menciona o alude a los siguientes lugares (por orden de aparición):
- Sunem
- Samaria
- Damasco
- Ramot de Galaad
- Jerusalén
- Tel Jezreel

## Eliseo ayuda a una refugiada (8:1-6)
Esta parte es una continuación de la historia de la mujer sunamita en 4:8-37. Eliseo prevé la hambruna, advierte a la mujer y le recomienda a ella y a su familia que abandonen la zona hasta que termine la hambruna (cf. las historias de Rut y José y los llamados «refugiados económicos» de hoy en día). A su regreso, siete años más tarde, se encuentra con que su propiedad pertenece a otra persona, probablemente cayó en manos de la corona, ya que no tuvo dueño durante un tiempo (pues no hay constancia de disputa con los vecinos). La mujer apela al rey quien le devuelve la tierra al enterarse de sus conexiones con Eliseo luego de quedar impresionada por el poder milagroso de Eliseo relatado por el sirviente de Eliseo Giezi.

### Versículo 1
Entonces Eliseo habló a la mujer a cuyo hijo había devuelto la vida, diciendo: «Levántate y vete, tú y tu casa, y quédate donde puedas; porque el Señor ha convocado una hambruna, y además, vendrá sobre la tierra durante siete años.»
- «Quédate donde puedas»: lit.en hebreo «vive temporalmente donde puedas vivir temporalmente».[13]

## Eliseo desencadena un cambio de poder en Damasco (8:7-15)
Los acontecimientos que continúan en 2 Reyes 9-2 Reyes 10 forman una de las dos historias políticas situadas al final del ciclo de Eliseo (la otra en ). El rey arameo, llamado aquí Ben-adad, enferma gravemente y envía a su general Hazael a Eliseo, que se encontraba en Damasco en ese momento, para pedirle un oráculo. La respuesta de Eliseo es desconcertante: Hazael debe decir al rey que se recuperará aunque también morirá (versículo 10), lo que se aclara un poco más adelante: el rey habría sobrevivido a su enfermedad (versículo 14), pero no sobreviviría al intento de asesinato de Hazael (versículo 15). La brutalidad de Hazael contra Israel también fue revelada por el profeta (versículos 11-13; cf. 1 Reyes 19:17; 2 Reyes 8:28; 2 Reyes 10:32-33; ; 2 Reyes 13:3; 9).  Se trata de un trágico acontecimiento futuro que Eliseo no pudo evitar que sucediera mientras el propio agente de la destrucción estaba ante él en ese momento. Durante el último año del reinado de Benhadad, la relación entre Israel y Aram era relajada, pero el cambio de poder en Damasco la empeoró drásticamente. La guerra entre Hazael e Israel poco después de su ascensión conduce a que el omride Joram sea herido y asesinado (seguido del asesinato de Ocozías de Judá) por el general Jehú.
Hazael como instrumento de venganza contra la familia de Ajab fue mencionado durante el encuentro de YHWH y Elías en el monte Sinaí (1 Reyes 19).

### Estructura de 8:7-15
En esta parte se observa una estructura quiastica con el foco de atención en el diálogo central entre Hazael y Eliseo, como sigue:
A Introducción: enfermedad de Ben-hadad (Versículo 7)
B Ben-hadad comisiona a Hazael (Versículo 8)
C Hazael acude a Eliseo (versículo 9a)
X Hazael y Eliseo dialogan (versículos 9b-13)
C' Hazael regresa a Ben-hadad (versículo 14)
B' Ben-hadad recibe a Hazael (versículo 14)
A' Conclusión: muerte de Ben-hadad (versículo 15)

### Versículo 7

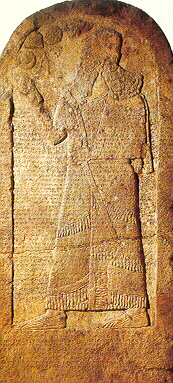
Estela Kurkh de Salmanasar que representa la batalla de Qarqar en 853 AEC y menciona a Ben-Hadad (escrito como «Adad-'idri»; Hadadezer) rey de Aram Damasco y Ahab rey de Israel

.
Entonces Eliseo fue a Damasco, y Ben-Hadad rey de Aram estaba enfermo; y se le dijo: «El hombre de Dios ha venido aquí.»
- "Ben-Hadad se refiere a «Ben-Hadad II» o «Hadadezer», que fue rey de Aram Damasco (reinó entre 880 y 842 a. C.), conocido en el monolito de Kurkh por su participación en la batalla de Qarqar (donde dirigió una coalición de doce reyes, entre ellos Ahab de Israel) contra el rey asirion Salmanasar III en 853 a. C. Atestiguado en los Libros de los Reyes (1 Reyes 19, 20) y en una inscripción del rey asirio Salmanasar III, que Hadad-Ezer fue sucedido por Hazael. [17]

### Versículo 13

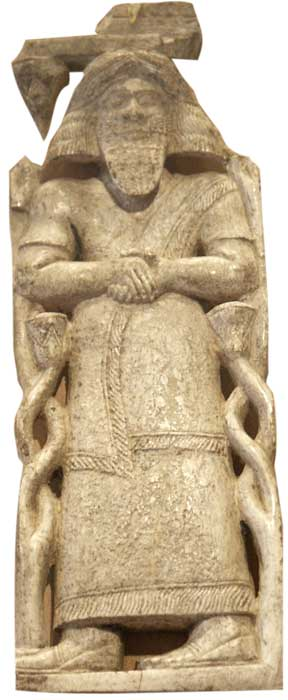
Estatua del rey arameo Hazael de Arslan Tash

Entonces Hazael dijo: «Pero, ¿qué es tu siervo, un perro, para que haga esta grosería?»
Y Eliseo respondió: «El Señor me ha mostrado que llegarás a ser rey de Siria.»
Eliseo lleva a cabo la unción de Hazael de acuerdo con la comisión divina a Elías, su predecesor, en 1 Reyes 19:15..
- «Un perro»: La propia descripción de Hazael sobre su oscuro origen fue atestiguada en una fuente asiria que afirma que era «hijo de nadie».[20].
- «Siria»: en אֲרָֽם, 'ă-rām,[21] refiriéndose a Aram Damasco.

### Versículo 15

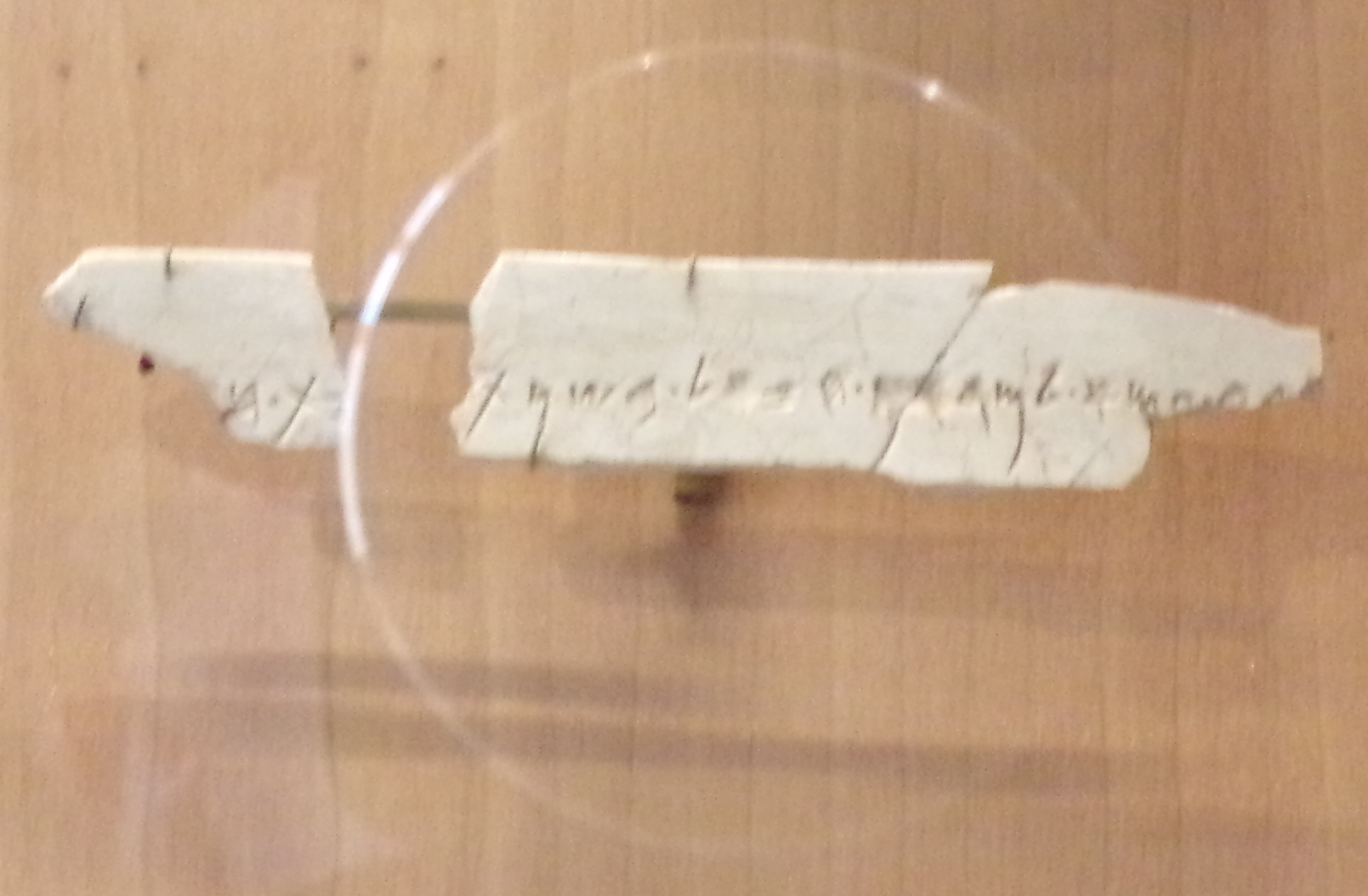
Placa de marfil que menciona a Hazael en lengua aramea, procedente de Arslan Tash (antigua Hadatu), finales del, actualmente en el Louvre (sala C, planta baja, Ala Sully, sección 4), número de identificación AO 11489

.
Pero al día siguiente tomó una manta, la mojó en agua y se la extendió sobre el rostro, de modo que murió. Y Hazael reinó en su lugar. 
- «Él» se refiere a Hazael.[23]
- «Su» se refiere a Ben-Hadad.[24]

Hazael (reinó c. 842-800 AEC), se apoderó del territorio israelita al este del río Jordán, y de la ciudad filistea de Gath, pero no logró tomar Jerusalén (12: 17-18). Su muerte se menciona en 13:24.
Se han encontrado placas de bronce decoradas de los arreos de los carros de Hazael, identificadas por sus inscripciones, como objetos votivos re-donados en dos lugares griegos, el Heraion de Samos y en el templo de Apolo en Eretria en Eubea. En las inscripciones se lee «lo que Hadad dio a nuestro señor Hazael de 'Umq el año en que nuestro señor cruzó el río», que puede referirse al río Orontes.

## Rey Joram de Judá (8:16-24)
Joram obtuvo el 'veredicto más duro posible' entre los descendientes de David en este libro: colocado al mismo nivel que los reyes de Israel, y especialmente 'la casa de Acab'. Estaba casado con la princesa omride Atalía, que no era simplemente una esposa entre otras, sino que se convirtió en la reina madre cuando su hijo Ocozías subió al trono (cf. Versículos 18 y 26). La tensa relación entre Judá e Israel tras su separación (cf., por ejemplo, 1 Reyes 14:30; 1 Reyes 15:16) se tornó claramente pacífica durante la época de la dinastía de Omri, junto con la supremacía religiosa del norte sobre el sur. El vínculo entre Judá y el reino pecador de Israel podría haber hecho caer el reino de Judá, pero Dios, en su fidelidad al pacto davídico (2 Samuel 7:11-16), los perdonó misericordiosamente (versículo 19). Sin embargo, Judá perdió el territorio de Edom, después de que los edomitas derrotaran duramente a las tropas de Joram y lograran la independencia (cf. 1 Reyes 22:48; 2 Reyes 3:8-9).

### Versículo 16
En el quinto año de Joram hijo de Acab, rey de Israel, siendo Josafat rey de Judá, comenzó a reinar Joram hijo de Josafat, rey de Judá».
- «En el quinto año de Joram hijo de Acab»: Según Thiele's chronology,[29] siguiendo «non-accession year method», entre abril y septiembre del año 848 a. C. Joram hijo de Josafat se convirtió en único rey de Judá después de haber sido «corregente» con su padre (como indicaba el texto: «siendo entonces Josafat rey de Judá") desde septiembre (Tishrei) del 854 a. C. [30]

### Versículo 17
Tenía treinta y dos años cuando llegó a ser rey, y reinó ocho años en Jerusalén. 
- Referencias cruzadas: 2 Crónicas 21:5, 2 Crónicas 21:20|20
- «Reinó ocho años»: según el cálculo de Thiele-McFall, Joram de Judá reinó entre abril y septiembre del 848 a. C. hasta su muerte entre abril y septiembre del 841 a. C..[30] A diferencia de sus predecesores, el reinado de Joram se cuenta utilizando el «método del año no sucesorio», comúnmente utilizado sólo por los reyes del reino del norte.[32]

## Rey Ocozías de Judá (8:25-29)
Ocozías es descrito tan malo como su padre Joram (y su madre, la omride Atalía), aunque sólo reinó un año. Pronto se vio envuelto en una guerra con Aram, en alianza con su tío Joram de Israel, centrada en Ramot, una ciudad en la frontera entre la Galaad israelita y el territorio de Aram al norte ('Israel había estado de guardia en Ramot de Galaad contra el rey Hazael' en 9:14). Los informes repetidos de 8:28-29 en 9:14-15a, y en 9:16 pueden indicar que la narración podría provenir de tres fuentes diferentes: los anales de Judá e Israel, así como un registro separado sobre Jehú.

### Versículo 25
En el año duodécimo de Joram hijo de Acab, rey de Israel, comenzó a reinar Ocozías hijo de Joram, rey de Judá.
- «En el año duodécimo de Joram hijo de Ajab»: siguiendo el método del año de no sucesión, Thiele calcula que Ocozías hijo de Joram de Judá se convirtió en el único rey de Judá entre abril y septiembre de 841 a. C. tras la muerte de su padre.[34] 2 Reyes 9:29 proporciona la información de que Ocozías ya era corregente con su padre desde el año anterior («el año 11 de Joram hijo de Acab») en el mes de Tishrei (septiembre) del 842 a. C.[35] La mención de «11º año» y «12º año» da a Thiele la pista inicial sobre cómo desentrañar la cronología de los reyes hebreos.[36]

### Versículo 26
Ocozías tenía veintidós años cuando comenzó a reinar, y reinó un año en Jerusalén. Su madre se llamaba Atalía, y era nieta de Omri, rey de Israel. 
- «Reinó un año»: según el cálculo de Thiele-McFall, Ocozías empezó a ser rey único de Judá entre abril y septiembre del año 841 a. C. y murió en el mismo período de su primer año como rey (siguiendo el método de los años sin sucesión).[35]
- «Nieta»: del hebreo בַּת (bat), lit. «hija», pero también puede referirse a una nieta como aquí.[38]

### Versículo 28
Fue con Joram hijo de Acab a la guerra contra Hazael rey de Aram en Ramot de Galaad, y los arameos hirieron a Joram.
La inscripción de Hazael el rey de Aram (Siria) en la Estela de Tel Dan afirmaba que tras la muerte de su padre 'el rey de Israel invadió, avanzando en la tierra de mi padre' (líneas 3-4). Se corresponde bien con 2 Reyes 8:28a que afirma que los reyes de Israel y Judá lanzaron una campaña y atacaron a los arameos en Ramot de Galaad. La ciudad fue pronto ocupada por Hazael durante todo el período de su reinado, pero volvería a estar en manos israelitas posteriormente (cf. 2 Reyes 13:25; 2 Reyes 14:25, 28; Amos 6:13).

### Versículo 29
Y volvió el rey Joram para curarse en Jezreel de las heridas que los sirios le habían hecho en Ramá, cuando peleó contra Hazael rey de Siria. Y Ocozías hijo de Joram, rey de Judá, descendió a ver a Joram hijo de Acab en Jezreel, porque estaba enfermo. 
- «Ramá»: igual que «Ramot» en 8:28.[42]

## Relación con la Estela de Tel Dan
.

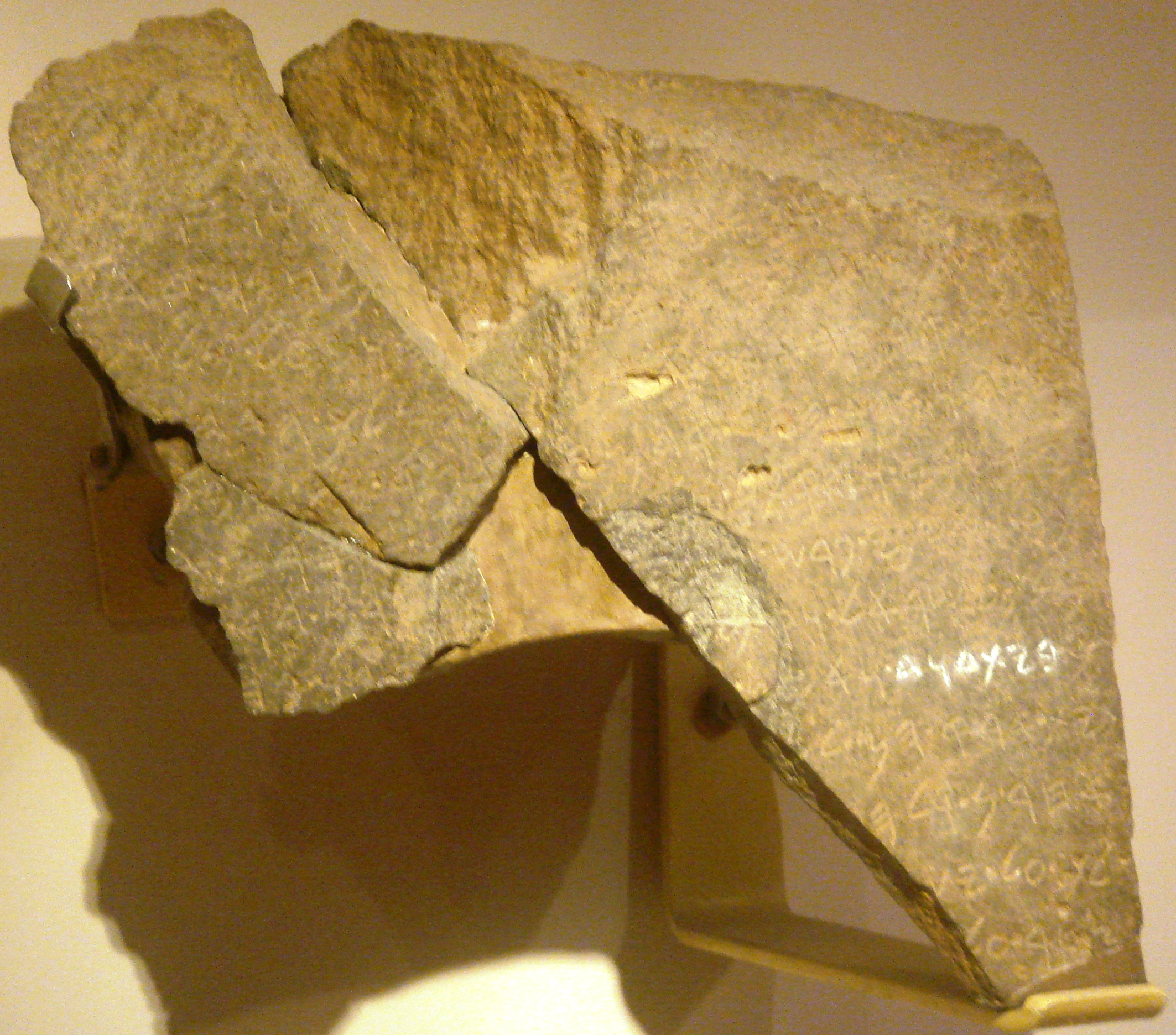
Estela de Tel Dan (siglo IX a.C.) en el Museo de Israel. Resaltada en blanco: la secuencia BYTDWD («Casa de David»)

Estela de Tel Dan, una estela fragmentaria del siglo IX a. C. fue descubierta en 1993 (primer fragmento) y 1994 (dos fragmentos más pequeños) en Tel-Dan. La estela contiene varias líneas en arameo que detallan que el autor de la inscripción (probablemente Hazael, un rey arameo de la misma época) mató tanto a Joram, hijo de Ajab, rey de Israel, como a Ocozías, hijo de Joram, rey de la casa de David.  Este artefacto se exhibe actualmente en el Museo de Israel, y se conoce como KAI 310.
Aunque la parte que contiene el nombre del rey israelita no está completa, el único rey, ya sea de Israel o de Judá, cuyo nombre termina con resh y mem es Joram, que es hijo de Ajab, rey de Israel, o hijo de Josafat, rey de Judá.  Las letras y-h-u, seguidas de b-n, 'el hijo de', deben pertenecer a un nombre teóforo hebreo y en el siglo IX a. C., los dos nombres reales terminados en -yah(u)« eran Ahazyah(u)» (Ocozías) y «Atalyah(u)» (Atalía; se convirtió en reina de Judá después de su hijo Ocozías), por lo que el único nombre del rey es Ocozías.  El nombre «Ocozías» puede referirse a un rey de Israel y a un rey de Judá, pero sólo puede tomarse en consideración uno: el hijo de Joram y nieto de Josafat, que gobernó en Judá durante un año (2 Reyes 8:25-26) y fue aliado de Joram de Israel. Después de que Hazael arrebatara el trono a Ben Hadad II, rey de Aram-Damasco, luchó contra Joram de Israel y Ocozías de Judá en Ramot de Galaad (2 Reyes 8: 7-15, 28; 2 Crónicas 22:5) e hirió a Joram (según 2 Reyes 9:24-28, tanto Joram como Ocozías fueron asesinados por Jehú poco después). Así pues, esta estela debe atribuirse a la campaña de Hazael.